# Tiger King: Murder, Mayhem and Madness
Tiger King: Murder, Mayhem and Madness (of kortweg Tiger King) is een Amerikaanse truecrimedocumentaire uit 2020 over het leven van dierentuineigenaar Joe Exotic. De reeks werd uitgebracht op Netflix op 20 maart 2020. De documentaire gaat over de kleine maar erg verweven wereld van fokkers en beschermers van wilde katten zoals Carole Baskin, de eigenares van Big Cat Rescue, en verzamelaars zoals Exotic. Baskin beschuldigt hem van misbruik en uitbuiting van wilde dieren. Na de originele afleveringen presenteerde Joel McHale een special, die werd uitgebracht op 12 april 2020, waarbij McHale verschillende sterren interviewde over Exotic en de serie zelf.
De serie ontving positieve recensies van critici en werd volgens beoordelingen bekeken door 34,3 miljoen mensen tijdens de eerste tien dagen na de release, waardoor het gerangschikt staat als een van de meest succesvolle releases van Netflix tot nu toe.
Het tweede seizoen werd aangekondigd in september 2021 en werd uitgebracht op 17 november 2021.

## Samenvatting
De serie onderzoekt de nauw met elkaar verbonden samenleving van natuurbeschermers en verzamelaars van grote katten in de Verenigde Staten, en de particuliere dierentuinen die ze hebben opgericht voor deze ongewone en dodelijke dieren. De documentaire draait vooral rond Joe Exotic, de excentrieke eigenaar van de G.W. Zoo in Wynnewood, Oklahoma, en zijn jarenlange vete met Carole Baskin, de CEO van Big Cat Rescue in Tampa, Florida. Baskin presenteert zichzelf als een dierenrechtenactiviste wier missie het is om een toevluchtsoord te bieden aan grote katten die in gevangenschap zijn grootgebracht, maar Joe Exotic beweert dat ze gewoon een rivaliserende dierenverzorger is die als doel heeft haar concurrentie uit te schakelen. De twee wisselen bedreigende video's, juridische beschuldigingen, protesten en gerichte intimidatiecampagnes uit, waarbij PETA en de United States Fish and Wildlife Service betrokken raken. Joe Exotic beweert zelfs dat Baskin haar tweede echtgenoot Jack Donald Lewis heeft vermoord, die sinds 20 mei 1997 vermist is.
Het persoonlijke leven van Joe Exotic wordt onder de loep genomen, met name zijn driehoeksverhouding en onofficiële homohuwelijk met Travis Maldonado en John Finlay, en zijn relatie met hen en zijn toekomstige echtgenoot Dillon Passage. In 2016 voerde Exotic campagne voor de Amerikaanse presidentsverkiezingen en in 2018 voor de gouverneursverkiezingen van de staat Oklahoma. Dit wordt gedocumenteerd met de hulp van zijn campagneleider, Joshua Dial. Producer Rick Kirkham vertelt over de opkomst en ondergang van "Joe Exotic TV", een soort podcast die Kirkham hoopte te ontwikkelen tot een televisieserie, totdat zijn beelden op mysterieuze wijze werden vernietigd. De serie legt vervolgens de gebeurtenissen vast die leidden tot de veroordeling van Joe Exotic wanneer aan het licht komt dat hij een huurmoordenaar heeft betaald om Baskin te vermoorden. Zijn veroordeling omvat ook schendingen van de Lacey Act en de Endangered Species Act, en Exotic wordt veroordeeld tot een federale gevangenisstraf van 22 jaar.
Andere personages uit de exotische dierengemeenschap worden geïntroduceerd, waaronder Bhagavan "Doc" Antle, een dierenkweker die ervan wordt beschuldigd een persoonlijkheidscultus te leiden; Mario Tabraue, een voormalige drugsbaron die een federale informant werd en nu betrokken is bij dierenhandel; Jeff Lowe, een playboy uit Las Vegas aan wie Exotic zijn dierentuin om juridische redenen overdraagt; en James Garretson, die een vertrouwelijke informant werd voor de federale overheid en een sleutelfiguur in de zaak tegen Exotic. Voormalig G.W. Zoo-medewerkers zoals manager John Reinke en dierenverzorger Kelci "Saff" Saffery sluiten de serie af met de opmerking dat de dieren zelf werden vergeten tussen alle persoonlijke gevechten door, en dat geen enkele partij er echt als overwinnaar is uitgekomen.

## Afleveringen

### Seizoen 1 (2020)
| Nr. | Titel                     | Regie                         | Datum uitzending |
| --- | ------------------------- | ----------------------------- | ---------------- |
| 1   | Not Your Average Joe      | Eric Goode & Rebecca Chaiklin | 20 maart 2020    |
| 2   | Cult of Personality       | Eric Goode & Rebecca Chaiklin | 20 maart 2020    |
| 3   | The Secret                | Eric Goode & Rebecca Chaiklin | 20 maart 2020    |
| 4   | Playing with Fire         | Eric Goode & Rebecca Chaiklin | 20 maart 2020    |
| 5   | Make America Exotic Again | Eric Goode & Rebecca Chaiklin | 20 maart 2020    |
| 6   | The Noble Thing to Do     | Eric Goode & Rebecca Chaiklin | 20 maart 2020    |
| 7   | Dethroned                 | Eric Goode & Rebecca Chaiklin | 20 maart 2020    |
| 8   | The Tiger King and I      | Eric Goode & Rebecca Chaiklin | 12 april 2020    |

### Seizoen 2 (2021)
| Nr. | Titel              | Regie                         | Datum uitzending |
| --- | ------------------ | ----------------------------- | ---------------- |
| 9   | Beg Your Pardon    | Eric Goode & Rebecca Chaiklin | 17 november 2021 |
| 10  | The Carole Diaries | Eric Goode & Rebecca Chaiklin | 17 november 2021 |
| 11  | Bounty Hunting     | Eric Goode & Rebecca Chaiklin | 17 november 2021 |
| 12  | The Lyin' King     | Eric Goode & Rebecca Chaiklin | 17 november 2021 |
| 13  | Stark Raving Mad   | Eric Goode & Rebecca Chaiklin | 17 november 2021 |

## Personages

### Joe Exotic's team
- Joe Exotic – stichter van G.W. Zoo
- John Finlay – echtgenoot van Joe
- John Reinke – manager van G.W. Zoo
- Kelci "Saff" Saffery – dierenverzorger in G.W. Zoo
- Erik Cowie – dierenverzorger in G.W. Zoo
- Rick Kirkham – tv-producent van "Joe Exotic TV"
- Travis Maldonado – echtgenoot van Joe
- Joshua Dial – campagneleider van Joe
- Allen Glover – ingehuurde huurmoordenaar
- Dillon Passage – derde echtgenoot van Joe

### Andere personages
- Carole Baskin – CEO van Big Cat Rescue
- Bhagavan "Doc" Antle – directeur van "The Institute for Greatly Endangered and Rare Species"
- Howard Baskin – echtgenoot van Carole
- Jeff Lowe – nieuwe eigenaar van G.W. Zoo
- James Garretson – investeerder in G.W. Zoo
- Tim Stark – oprichter "Wildlife in Need"
- Mario Tabraue – eigenaar van grote katten en federaal informant
- JP Wilson – goochelaar die optrad samen met Joe

## Ontvangst

### Kritische reacties
Op Rotten Tomatoes kreeg de serie een rating van 89% op basis van 75 beoordelingen, met een gemiddelde score van 7,88/10. De consensus van de critici van de site luidde: "Een bizar waargebeurd misdaadverhaal dat je moet zien om te geloven, Tiger King is een rommelig en boeiend portret van een obsessie die vreselijk mis is gegaan." Metacritic, dat een gemiddelde score toekent aan beoordelingen uit reguliere publicaties, gaf de serie een gemiddelde score van 75/100 gebaseerd op 13 critici, die "over het algemeen gunstige recensies" gaven.
Caroline Framke van het tijdschrift Variety noemde de serie "rommelig maar meeslepend" en dat voor "degenen die houden van Netflix's specifieke smaak van echte misdaad en docuseries, [...] Tiger King ongetwijfeld een voltreffer is." Joshua Rivera van The Verge zei "elke minuut van Tiger King levert een nieuwe verrassing op, een ongelooflijke wending of een charismatische vreemdeling met ongelooflijke verhalen."

### Kijkerspubliek
Volgens Nielsen werd de serie gedurende de eerste 10 dagen na uitgave bekeken door 34,3 miljoen mensen, en wordt deze beschouwd als een van de meest succesvolle releases van Netflix tot nu toe. Er werd gesuggereerd dat het succes van het kijkerspubliek werd geholpen door de Coronapandemie, waardoor veel kijkers over de hele wereld werden beperkt tot hun huis ten tijde van de release. Tijdens hun Q2-rapportbijeenkomst in juli 2020 meldde Netflix dat de serie in de eerste maand na de release door 64 miljoen huishoudens was bekeken.
Tijdens een persconferentie over het coronavirus in april werd de Amerikaanse president Donald Trump gevraagd naar de mogelijkheid om gratie te verlenen aan Joe Exotic.

### Prijzen en nominaties
| Jaar | Award                 | Categorie                                                                                   | Genomineerden | Resultaat   | Ref.   |
| ---- | --------------------- | ------------------------------------------------------------------------------------------- | --- | ----------- | ------ |
| 2020 | Primetime Emmy Awards | Outstanding Documentary or Nonfiction Series                                                | Chris Smith, Fisher Stevens, Eric Goode en Rebecca Chaiklin                                                       | Genomineerd | [ 16 ] |
| 2020 | Primetime Emmy Awards | Outstanding Directing for a Documentary/Nonfiction Program                                  | Eric Goode en Rebecca Chaiklin (voor Cult of Personality)                                                         | Genomineerd | [ 16 ] |
| 2020 | Primetime Emmy Awards | Outstanding Music Composition for a Documentary Series or Special (Original Dramatic Score) | Mark Mothersbaugh, John Enroth en Albert Fox (voor Not Your Average Joe)                                          | Genomineerd | [ 16 ] |
| 2020 | Primetime Emmy Awards | Outstanding Picture Editing for Nonfiction Programming                                      | Doug Abel, Nicholas Biagetti, Dylan Hansen-Fliedner, Geoffrey Richman en Daniel Kohler (voor Cult of Personality) | Genomineerd | [ 16 ] |
| 2020 | Primetime Emmy Awards | Outstanding Sound Editing for a Nonfiction or Reality Program (Single or Multi-Camera)      | Ian Cymore, Rachel Wardell en Steve Griffen (voor Cult of Personality)                                            | Genomineerd | [ 16 ] |
| 2020 | Primetime Emmy Awards | Outstanding Sound Mixing for a Nonfiction or Reality Program (Single or Multi-Camera)       | Jose Araujo, Royce Sharp, Jack Neu en Ian Cymore (voor The Noble Thing to Do)                                     | Genomineerd | [ 16 ] |

## Reacties

### Beroemdheden
Als resultaat van de show werden meerdere topsporters die voorheen exotische huisdieren hadden gehad, ondervraagd over hun acties. De gepensioneerde bokser Mike Tyson zei dat hij "dwaas" en "fout" was om in de jaren negentig twee tijgers als huisdier te hebben gehouden. De gepensioneerde professionele basketbalspeler Shaquille O'Neal, die in de show verschijnt en zegt dat hij twee tijgers van Joe Exotic heeft gekocht, zei in een interview na de release dat hij "nooit zaken met hem had gedaan".

### Carole Baskin
Carole Baskin en haar echtgenoot voelden zich verraden door de filmmakers en zeiden dat haar was verteld dat de bespreking van Joe Exotic en de vermiste echtgenoot van Baskin slechts ter context waren. In een bericht op de Big Cat Rescue-website zei Baskin dat de show "een segment bevat in de derde aflevering dat gewijd is aan het suggereren, met leugens en toespelingen van mensen die niet geloofwaardig zijn, dat ik een rol had in de verdwijning van mijn echtgenoot Don 21 jaar geleden "en dat de serie" dit presenteert zonder enige achting voor de waarheid". Baskin is nooit beschuldigd van iets dat verband houdt met de verdwijning van Don en heeft altijd ontkend er iets mee te maken te hebben. In een gedeeltelijke reactie op Baskin zei regisseur Goode dat terwijl hij vond dat Baskin de juiste intentie had, hij zich afvroeg of "het eerlijk was om deze tijgers in kooien te houden", eraan toevoegend "soms vraag je je af of je wel of niet deze katten op humane wijze zou moeten euthanaseren in plaats van ze te laten lijden in kooien". Baskin antwoordde preventief dat "... ons doel is om ze niet meer in kooien te stoppen zodat er geen behoefte meer is aan een opvang zoals die van ons. Onze federale wet, de Big Cat Public Safety Act, zou het aaien van de welpen die het fokken aanmoedigen, het eigendom van grote katten als huisdieren moet beëindigen." Goode en Chaiklin zeiden dat Baskin "niet werd gedwongen om vragen over haar man te beantwoorden."
Kathleen Walsh van The Independent stelde dat de behandeling van Baskin en de reactie van het publiek op Baskin vrouwonvriendelijk was: "De serie geeft voorbeeld na voorbeeld van Exotic's gewelddadigheid, wreedheid en narcisme, terwijl het bewijs tegen Baskin (overtuigend genoeg zoals het in de serie is ingekaderd) indirect is. Misschien heeft Baskin haar man vermoord - en de derde aflevering van de serie is gewijd aan het bewijs dat naar deze conclusie wijst - maar tot dusver is er weinig meer dan speculatie om te zeggen dat ze dat deed. Ondertussen toont de serie clips van Exotic's vroegere YouTube-serie waarin hij poseert naast een opblaaspop die Baskin moet voorstellen, een dildo in haar mond duwt en in haar hoofd schiet." Elle merkte op dat Baskin werd afgeschilderd als hypocriet omdat ze de tijgers in gevangenschap hield in plaats van ze vrij te laten zonder uit te leggen dat dat geen optie was. Doordat ze in gevangenschap werden gefokt, en in feite waren gedomesticeerd, waren ze ongeschikt om te overleven in het wild. Elle merkte ook op dat Baskin de enige bron in de serie was die uitlegde waarom het houden van wilde dieren een vorm van misbruik was.
"Goode brengt in Tiger King de intellectuele strengheid en sociale verantwoordelijkheid van ... een nachtclub en hotelontwikkelaar", aldus Peter Frick-Wright, die Cat People had geproduceerd, een podcastserie over de Amerikaanse grote kattenindustrie die hij schreef voor Outside. Hij vond de serie bijzonder oneerlijk jegens Baskin, en wees erop dat door zich zo te concentreren op de verdwijning van haar man, het haar niet onderscheidde van Exotic en Antle. Er werd nauwelijks vermeld dat Big Cat Rescue alleen tijgers accepteert die in beslag zijn genomen door wetshandhavers of van eigenaren die ze niet meer aankonden, eigenaren die een contract moesten ondertekenen met zware geldboetes als ze een andere grote kat bezaten of zelfs met een kat werden gefotografeerd, wat ook niet werd vernoemd in de serie. Baskin verbiedt ook vrijwilligers of personeel om de dieren aan te raken, ze worden hiervoor ontslagen, schreef Frick-Wright. De serie minimaliseerde ook Baskin's inspanningen om bij het Congres te lobbyen voor strengere wetgeving inzake dierenhandel.

### Kelci "Saff" Saffery
De in Hawaï geboren Saffery, die zowel in Afghanistan als in Irak heeft gediend, werkte bijna tien jaar als dierenverzorger voor Joe Exotic's G.W. Zoo. In 2013 werd de toen 27-jarige gebeten door een van de tijgers toen hij per ongeluk zijn arm in de kooi stak en ervoor koos om zijn linker onderarm te laten amputeren en binnen de week weer aan het werk te gaan, in plaats van een twee jaar durende reeks operaties te ondergaan. Hij hoopt vanaf maart 2020 een prothese te krijgen. In 2018 verbrak Saffery alle contact met de dierentuin en alle betrokkenen.
Na de release van de Netflix-serie plaatste Robert Moor, de maker van een eerdere podcast over Joe Exotic, een tweet waarin hij zei: "Saff, de persoon die werd verscheurd door de tijger, vertelde me herhaaldelijk dat hij transgender is en liever Saff wordt genoemd. Dus doe alsjeblieft hetzelfde." Mediakanalen bekritiseerden de serie vanwege het stilzwijgen van Saffery. LGBTQ Nation zette Netflix' behandeling van Saffery af tegen hun recente samenwerking met GLAAD, een LGBTQ-mediawaakhondgroep, aan een campagne die de "zichtbaarheid van transgenders in de entertainmentindustrie" vergroot. Saffery verduidelijkte aan Esquire,
"Ik word dagelijks 17 verschillende dingen genoemd. Ik heb het nooit echt aan mijn hart laten komen. Mijn gesprek met Rob ging erover dat hij mij vroeg: Wat heb je liever dat ik zeg? Saff of Kelci?
Natuurlijk zei ik Saff, want zo heet ik de afgelopen 20 jaar. Voor ik in het park werkte zat ik in het leger en daar gebruiken ze altijd de achternaam. Dus Saff was mijn favoriete naam. En ik ben altijd langs hem gegaan sinds ik dat hardop kon zeggen. Mijn familie was altijd erg behulpzaam. Het was nooit een probleem."
Over de vraag of hij zich identificeerde als een transman, zei Saffery tegen Out "Ik weet niet dat dat mij beschrijft. Weet je, er is niets gedaan. Ik heb echt deze levensstijl geleefd. En, weet je, mijn familie weet dit.
En natuurlijk weten de mensen die het dichtst bij me staan. Dit is hoe ik mijn hele leven heb geleefd. Ik weet niet anders."

## Media
Een beperkte serie-aanpassing is in ontwikkeling, onder leiding van Universal Content Productions. Het zal gebaseerd zijn op het tweede seizoen van Wondery's Over My Dead Body-podcast, met Kate McKinnon als uitvoerend producent en als Carole Baskin. De serie zal naar verwachting worden uitgezonden op NBC, Peacock en USA Network.
Een gelimiteerde serie getiteld Joe Exotic: Tigers, Lies and Cover-Up ging in première op 27 september 2020 op Investigation Discovery. Een tv-special getiteld Joe Exotic: Before He Was King ging in première op 28 september 2020.
Op 8 april 2020 meldde Deadline Hollywood dat Ryan Murphy in gesprek is om een film of beperkte serie voor Netflix te produceren met Rob Lowe in de hoofdrol als Joe Exotic.
Op 4 mei 2020 meldde Variety dat Nicolas Cage was gecast om Exotic te spelen in een televisieserie van acht afleveringen, gebaseerd op een Texas Monthly-artikel over Exotic. De serie wordt geproduceerd door Imagine Entertainment en CBS Television Studios, en Dan Lagana zal dienen als schrijver, showrunner en uitvoerend producent. In september 2020 werd aangekondigd dat de serie officieel was opgehaald voor ontwikkeling bij Amazon Prime Video.